# Easy Pickings

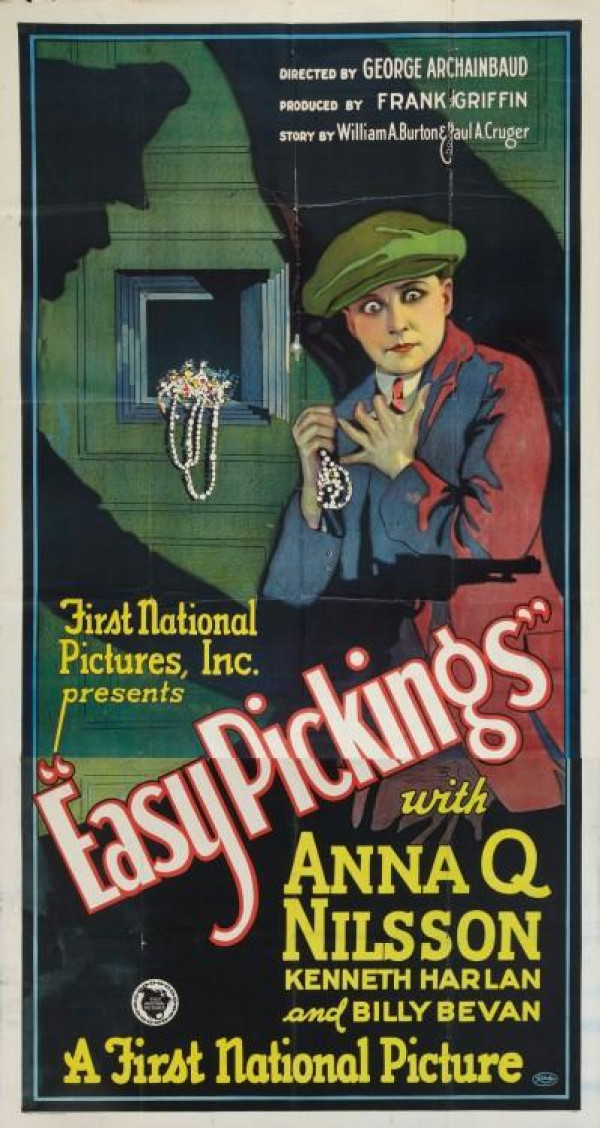
Affiche du film.

Easy Pickings est un film américain réalisé par George Archainbaud, sorti en 1927.

## Synopsis
Mary Ryan et Peter Van Horne se retrouvent enfermés dans une maison hantée, habitée par des personnages étranges. La maison est censée être hantée par des fantômes. Un détective arrive pour enquêter sur ces étranges phénomènes.

## Fiche technique
- Réalisation : George Archainbaud
- Scénario : Louis Stevens, d'après une pièce de théâtre de Paul A. Cruger and William A. Burton.
- Producteur : Frank Griffin
- Société de production : First National Pictures
- Photographie : Charles Van Enger
- Genre : Mystère
- Distributeur : First National Pictures
- Pays de production :  États-Unis
- Durée : 6 bobines
- Date de sortie : 20 février 1927[1].

## Distribution

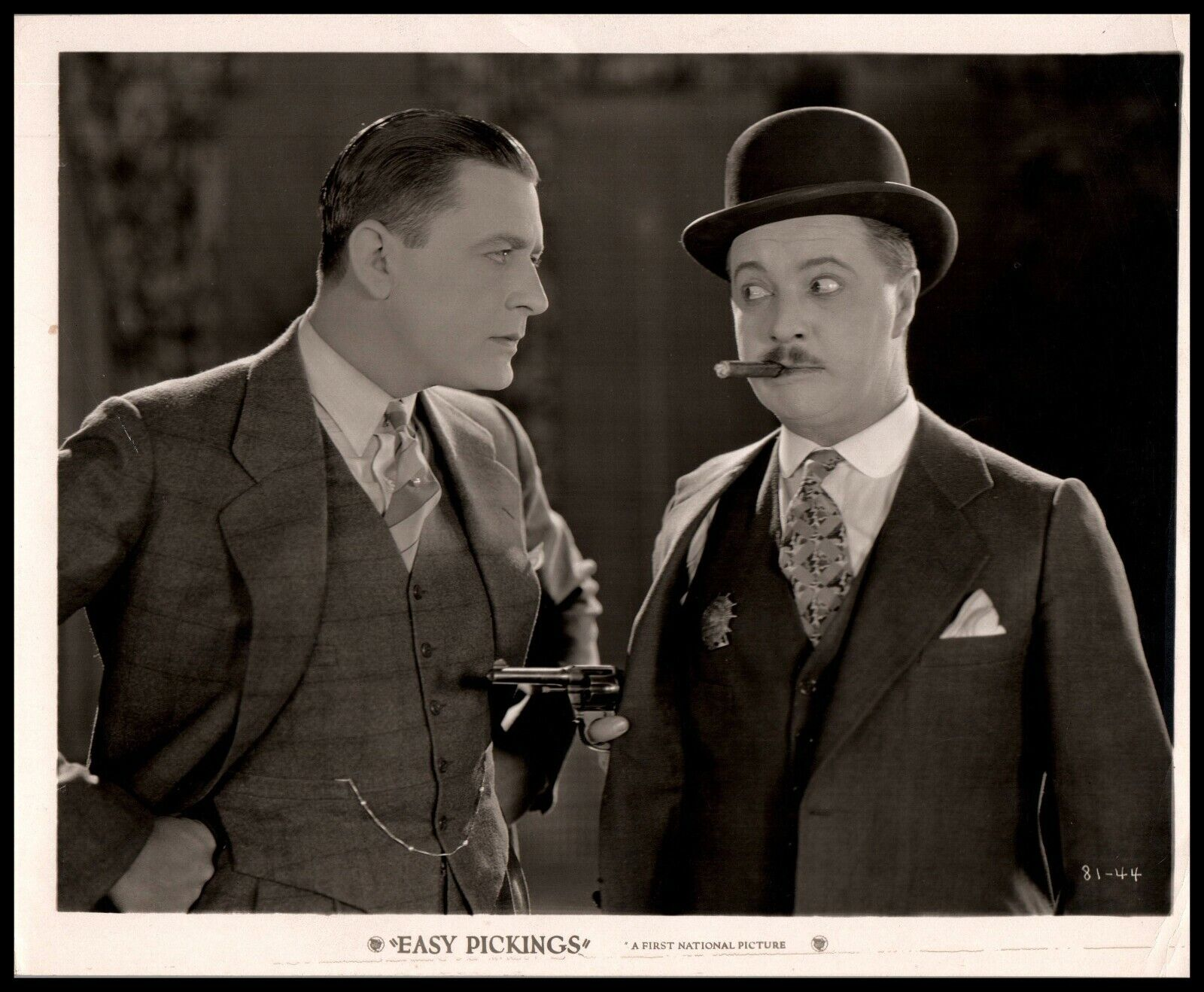
Kenneth Harlan et Billy Bevan.

- Anna Q. Nilsson : Mary Ryan
- Kenneth Harlan : Peter Van Horne
- Philo McCullough : Stewart
- Billy Bevan : le détective
- Jerry Miley : Tony
- Charles Sellon : Dr. Naylor
- Zack Williams : Remus
- Gertrude Howard : Mandy